# 唐殿魁
唐殿魁（19世纪1833年前—1867年），字藎臣，安徽廬州府合肥縣人，淮軍知名將領，在與捻軍於1867年正月十五日湖北安陸尹隆河戰役時戰鬥中彈身亡，諡忠壯。追贈太子少保，世襲騎都尉兼雲騎尉。

## 簡介
太平軍之亂時，與弟唐定魁辦理團練，後追隨劉銘傳至安慶加入淮軍，隨組「武毅軍」。
同治元年（1862年），唐殿魁追隨劉銘傳，伐上海，接連克南匯、川沙、奉賢、金山、柘林等城池，賞賜花翎。二年（1863年）攻江陰，拔為參將，不久拿下無錫，記名為總兵。
三年（1864年），擒髮賊陳坤書有功，記名提督。四年（1865年），隨劉銘傳剿捻賊，五年（1866年），授衢州鎮總兵，克黃陂。
六年（1867年），調為廣西右江鎮總兵。劉銘傳討伐捻賊張宗禹，與鮑超期會於尹隆河，唐殿魁欲待之，劉銘傳不聽，先行，至則遇賊，唐殿魁受重傷，後負傷力戰而卒。